# 李光座
李光座（1610年—1680年），字彦升，號東園，河南開封府祥符縣人，清朝政治人物。

## 生平
河南鄉試舉人，順治六年（1583年）己丑科三甲第十七名進士。历知兰、均二州，洪承畴疏请简用军前，改同知长沙府兼理刑监军，二年以劳绩迁衡州知府，陞副使，督学云南，秩满，进福建兴泉道参政，最後乃为江西按察使，在任七年，卒于官。

## 家族
曾祖李应元，明癸丑进士，历官太原知府。祖父李似梓，官文华殿中书舍人。父李荣，號白石公，举庚子乡试。长兄李光圻，戊午举人，官胶州学正。